# Триграф (языки Си)
Триграф (в семействе языков Си) (англ. trigraph) — последовательность из трёх символов, первые два из которых — вопросительные знаки («??»), а третий указывает на значение триграфа. Триграфы обрабатываются препроцессором C/C++.

## Таблица триграфов
| Триграф | Эквивалентный символ |
| ------- | -------------------- |
| ??=     | #                    |
| ??/     | \                    |
| ??'     | ^                    |
| ??(     | [                    |
| ??)     | ]                    |
| ??!     | \|                   |
| ??<     | {                    |
| ??>     | }                    |
| ??-     | ~                    |

Комбинация трёх вопросительных знаков («???») не является триграфом.
В реальности триграфы практически не используются. Некоторые компиляторы (например, gcc) даже выдают предупреждение при обработке триграфов.

## История
Причина появления триграфов заключается в том, что семибитный стандарт кодирования символов ISO 646, опубликованный в 1967 году и основанный на ASCII, отводил позиции символов #, $, @, [, \, ], ^, `, {, |, }, ~ под национальные символы (например, диакритизованные буквы и знаки валют). Из-за этого, к примеру, немцы могли видеть код { a[i] = '\n'; } как ä aÄiÜ = 'Ön'; ü. Для замены отсутствующих скобок и были введены триграфы.
В Паскале с этой же целью используются диграфы: (. .) (* *) вместо [] {}.
В стандарте C++17 триграфы отменены. Обещают отменить и в Си23.

## Примеры неожиданного поведения
Далее приведены примеры использования триграфа «??/», заменяемого на символ «\». Символ «\» является экранирующим для символа перевода строки.
```
// Will the next line be executed????????????????/

a
++
;

```

После замены «??/» на «\» код a++; во 2-й строке будет считаться продолжением комментария, начатого в 1-й строке.
```
/??/

 
*
 
A
 
comment
 
*??/

 
/

```

После замены «??/» на «\» указанный код будет эквивалентен коду
```
/* A comment */

```

## Пример программы
```
??=
include
 
<
stdio
.
h
>
                         
/* #          */

int
 
main
(
void
)

??<
                                          
/* {          */

        
char
 
n
??
(
5
??
);
                       
/* [ and ]    */

        
n
??
(
4
??
)
 
=
 
'0'
 
-
 
(
??
-0
 
??
'
 
1
 
??!
 
2
);
 
/* ~, ^ and | */

        
printf
(
"%c??/n"
,
 
n
??
(
4
??
));
          
/* ??/ = \    */

        
return
 
0
;

??>

```